# Theophilos van Byzantium
Theophilos (Grieks: Θεόφιλος) (ca. 804-842) was keizer van Byzantium van 829 tot 842. Hij was, als zoon van Michaël II, de tweede keizer van de Amorische of Frygische dynastie.

## Iconoclast
Theophilos ontving een uitstekende opvoeding van Johannes Hylilas (beter bekend als Johannes de Grammaticus), een overtuigde iconoclast die in 837 tot patriarch van Constantinopel werd benoemd. De keizer was een liefhebber van muziek en de kunsten, en een groot bewonderaar van de Arabische cultuur. Hij was een mecenas die talrijke bouwwerkzaamheden liet uitvoeren aan zijn paleizen en aan de stadsmuren van Constantinopel; tevens stichtte hij een hospitaal dat bleef bestaan tot in de laatste dagen van het Byzantijnse Rijk.
Theophilos toonde zich een uitgesproken iconoclast. In 832 vaardigde hij een edict uit dat de verering van iconen streng verbood. Over de wrede vervolging van weerspannigen werden gruwelverhalen verteld, bijvoorbeeld over de Palestijnse broers Theodorus en Theophanes, op wier gezichten iconoclastische verzen werden getatoeëerd, of over de iconenschilder Lazarus, wiens handpalmen met gloeiende nagels werden bewerkt. Over het algemeen worden de verhalen overdreven geacht: de vervolging beperkte zich tot de hoofdstad en tot de publieke sfeer. Zijn eigen vrouw Theodora liet hij privé zo goed als ongemoeid haar iconen vereren. Hij was overigens de laatste iconoclast; na zijn dood liet zijn weduwe dadelijk alle iconoclastische wetten intrekken en werd Johannes de Grammaticus afgezet.
Op de Balkan had de keizer weinig problemen. Een inval van de Bulgaarse khan Malamir in 831 werd snel gevolgd door een vredesverdrag, en in 838 en 839 werd Constantinopel bezocht door de eerste bekende Russische diplomatieke missie.

## Strijd met de Arabieren
Gedurende Theophilos’ regering gingen delen van Sicilië, waaronder Palermo, verloren. Om de verdere verovering van Sicilië te bevorderen viel kalief Al-Ma’mun in 830 Cilicië binnen. Vanaf de herfst van 831 leden de Byzantijnen een reeks nederlagen, waaronder de val van het fort Lulon dat de toegang tot de Cilicische Poort beheerste. Keizerlijke vredesvoorstellen werden afgewezen, maar de dood van Al-Ma’mun in 833 zorgde voor respijt.
Minder goed verliepen de Byzantijns-Arabische oorlogen tegen Al-Mu'tasim, de broer en opvolger van Al-Ma’mun. Eerst de slag bij Dasymon en Ankara, daarna de slag bij Amorium, de wieg van de dynastie en toentertijd de tweede stad van het rijk. De aanleiding voor deze oorlog lag bij Theophilos, die asiel bood aan een aantal Perzische vluchtelingen, van wie er één, die na zijn bekering tot het christendom Theophobos werd genoemd, trouwde met Helena, een zus van de keizer, en een van zijn generaals werd. Amorium viel op 23 september 838 door verraad in handen van Al-Mu’tasim. Duizenden inwoners werden gedood; van de overigen, die werden meegevoerd, zouden er volgens de overlevering slechts tweeënveertig de Abbasidische hoofdstad Samarra aan de Tigris bereikt hebben. Theophilos reageerde paniekerig en ging vruchteloze onderhandelingen aan met de Frankische keizer Lodewijk de Vrome en de Venetianen voor een gezamenlijk offensief.
Net voor zijn dood stuurde Al-Mu'tasim (842) een enorme vloot naar Constantinopel. De vloot werd door een storm vernietigd, dat heeft de keizer nooit vernomen. De keizer overleed op 20 januari 842 aan dysenterie, twee weken na Al-Mu’tasim, en nog vóór de Arabische vloot werd vernietigd.
Zijn persoonlijkheid is het onderwerp geweest van aanzienlijke discussies, waarbij sommigen hem beschouwen als een van de bekwaamste Byzantijnse keizers, en anderen als een doorsnee oosterse despoot, een overschatte en onbeduidende heerser. Hij bestreed de corruptie van zijn ambtenaren, en sprak onpartijdig recht. Hij had de gewoonte om net als zijn grote voorbeeld Haroen ar-Rashid anoniem door de straten van zijn hoofdstad te trekken. Ondanks de kost van de oorlogen en de grote sommen die Theophilos besteedde aan gebouwen, bevonden handel, industrie en de keizerlijke financiën zich bij zijn overlijden in een uitstekende toestand, grotendeels de verdienste van de bijzonder efficiënte ambtenarij.
Theophilos was gehuwd met de hooggeboren Paphlagonische Theodora (ca. 810-867), die na zijn dood regentes werd in naam van hun minderjarige zoon Michaël III.